# Quintus Curtius Rufus

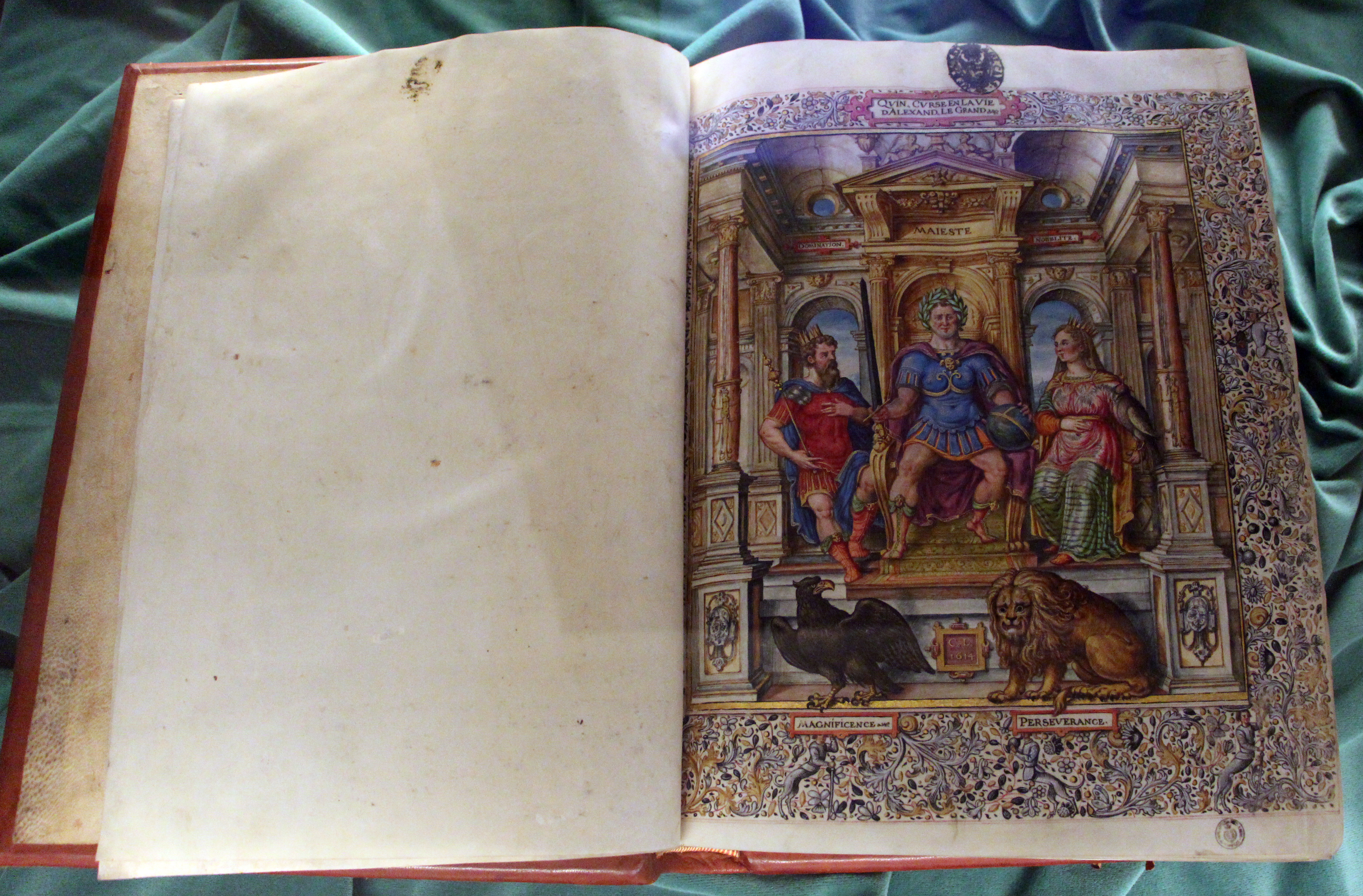
Afbeelding uit een 15e-eeuws manuscript van het werk van Quintus Curtius Rufus (Biblioteca Medicea Laurenziana)

Quintus Curtius Rufus (?-53) was een Romeins senator (ook benoemd tot consul als homo novus) en historicus die leefde onder het principaat en een geschiedenis van Alexander de Grote schreef.
Mogelijk was hij de zoon van een gladiator, maar het enige wat we hier met zekerheid over kunnen zeggen is dat hij van plebejische afkomst was. Toen hij zijn toga virilis kreeg, ging hij mee in het gezelschap van een quaestor die in de provincia Africa dienstdeed. Daar was hij op een dag gaan wandelen in een wat vergeten galerij toen een meer dan menselijk grote vrouwenfiguur aan hem verscheen en een stem zei "Jij, Rufus, bent de man die op een dag in deze provincia zal komen als proconsul", aldus Tacitus, onze belangrijkste bron voor Rufus' leven.
Hij zou zich, nog steeds volgens Tacitus, ingespannen hebben met de financiële steun van zijn vrienden om zelf quaestor te worden. Hij schopte het vervolgens tot praetor, ondanks protest van de patricische kandidaten. Hij zou door de doorslaggevende stem van de princeps Tiberius verkozen zijn, die zei dat "Curtius Rufus mij zijn eigen voorouder lijkt te zijn." Als propraetor werd hij naar Germania superior gestuurd. Daar liet hij in de streek van de Taunus een mijn ontginnen door de milites achter zilver, maar dit leverde maar een povere buit op. Er werd hem echter tekenen van de triomf toegekend, nadat zijn milites heimelijk een brief naar de princeps gestuurd hadden om hem die eer te geven, opdat hij hen niet meer verder zou gebruiken als mijnwerkers.
Zijn carrière vertoont een lacune tussen het ambt van praetor en dat van consul. Waarschijnlijk klom hij op als gunsteling van praefectus praetorio Lucius Aelius Seianus en stokte zijn carrière met diens val in 31. Onder Caligula zou hij nog niet kunnen terugkeren naar de politiek en zich op zijn schrijven gericht hebben en pas onder Claudius zou hij dan terug in de politiek gestapt zijn.
Tot slot, na veel hielenlikkerij en andere politieke trucs, werd hij uiteindelijk consul in 43. In 53 werd hij als proconsul naar de provincia Africa, waar hij zou overlijden.
Hij publiceerde (± 50?) een groot werk in 10 boeken over de heldendaden van Alexander de Grote, de Historiarum Alexandri Magni Macedonis Libri Qui Supersunt. De eerste twee boeken zijn evenwel verloren gegaan, zodat de geschiedenis begint met de tocht door Phrygië en het doorhakken van de Gordiaanse knoop.
Wellicht heeft Curtius degelijke Griekse bronnen gebruikt, maar hij bekommerde zich slechts in geringe mate om de historische betrouwbaarheid van zijn relaas. Hij gaf de voorkeur aan fantastische gebeurtenissen en handelingen, effectvolle en boeiende dramatische schildering, interessante beschrijvingen en moraliserende geleerddoenerij.

## Vertalingen
Engels:
- History of Alexander (Books I-V), Harvard University, 1946. Vertaald door John C. Rolfe.
- History of Alexander, Penguin, 1984. Vertaald door John C. Rolfe.